# Scala Leiden
La scala di Leiden (°L) è stata una scala di temperatura relativa utilizzata per calibrare le misurazioni indirette a bassa temperatura all'inizio del ventesimo secolo, fornendo valori convenzionali (in kelvin, allora denominati "gradi Kelvin") della pressione di vapore dell'elio. È stata utilizzata al di sotto di −183 °C, il punto di partenza della scala di temperatura internazionale negli anni '30 (Awberry 1935).
I punti di ebollizione a pressione standard dell'idrogeno standard (−253 °C), consistente in 75% di ortoidrogeno e 25% paraidrogeno, e dell'ossigeno (−183 °C) furono presi come i punti fissi per la definizione della scala, corrispondenti a zero e a 70 gradi della scala rispettivamente.
Lo zero Leiden è quindi a -253+273.15 K ovvero a 20.15 K, mentre un grado Leiden corrisponde a un kelvin.
Lo zero assoluto nella scala corrisponde a -20.15 °L.